# SERPINA3
SERPINA3 (англ. Serpin family A member 3) – білок, який кодується однойменним геном, розташованим у людей на короткому плечі 14-ї хромосоми. Довжина поліпептидного ланцюга білка становить 423 амінокислот, а молекулярна маса — 47 651.
| 10         |  | 20         |  | 30         |  | 40         |  | 50         |
| ---------- |  | ---------- |  | ---------- |  | ---------- |  | ---------- |
| MERMLPLLAL |  | GLLAAGFCPA |  | VLCHPNSPLD |  | EENLTQENQD |  | RGTHVDLGLA |
| SANVDFAFSL |  | YKQLVLKAPD |  | KNVIFSPLSI |  | STALAFLSLG |  | AHNTTLTEIL |
| KGLKFNLTET |  | SEAEIHQSFQ |  | HLLRTLNQSS |  | DELQLSMGNA |  | MFVKEQLSLL |
| DRFTEDAKRL |  | YGSEAFATDF |  | QDSAAAKKLI |  | NDYVKNGTRG |  | KITDLIKDLD |
| SQTMMVLVNY |  | IFFKAKWEMP |  | FDPQDTHQSR |  | FYLSKKKWVM |  | VPMMSLHHLT |
| IPYFRDEELS |  | CTVVELKYTG |  | NASALFILPD |  | QDKMEEVEAM |  | LLPETLKRWR |
| DSLEFREIGE |  | LYLPKFSISR |  | DYNLNDILLQ |  | LGIEEAFTSK |  | ADLSGITGAR |
| NLAVSQVVHK |  | AVLDVFEEGT |  | EASAATAVKI |  | TLLSALVETR |  | TIVRFNRPFL |
| MIIVPTDTQN |  | IFFMSKVTNP |  | KQA        |  |            |  |            |

A: Аланін

C: Цистеїн

D: Аспарагінова кислота

E: Глутамінова кислота

F: Фенілаланін

G: Гліцин

H: Гістидин

I: Ізолейцин

K: Лізин

L: Лейцин

M: Метіонін

N: Аспарагін

P: Пролін

Q: Глутамін

R: Аргінін

S: Серин

T: Треонін

V: Валін

W: Триптофан

Кодований геном білок за функціями належить до інгібіторів протеаз, інгібіторів серинових протеаз. 
Задіяний у такому біологічному процесі як гостра фаза запалення. 
Секретований назовні.